# Lista de líderes em rebatidas da MLB através da história

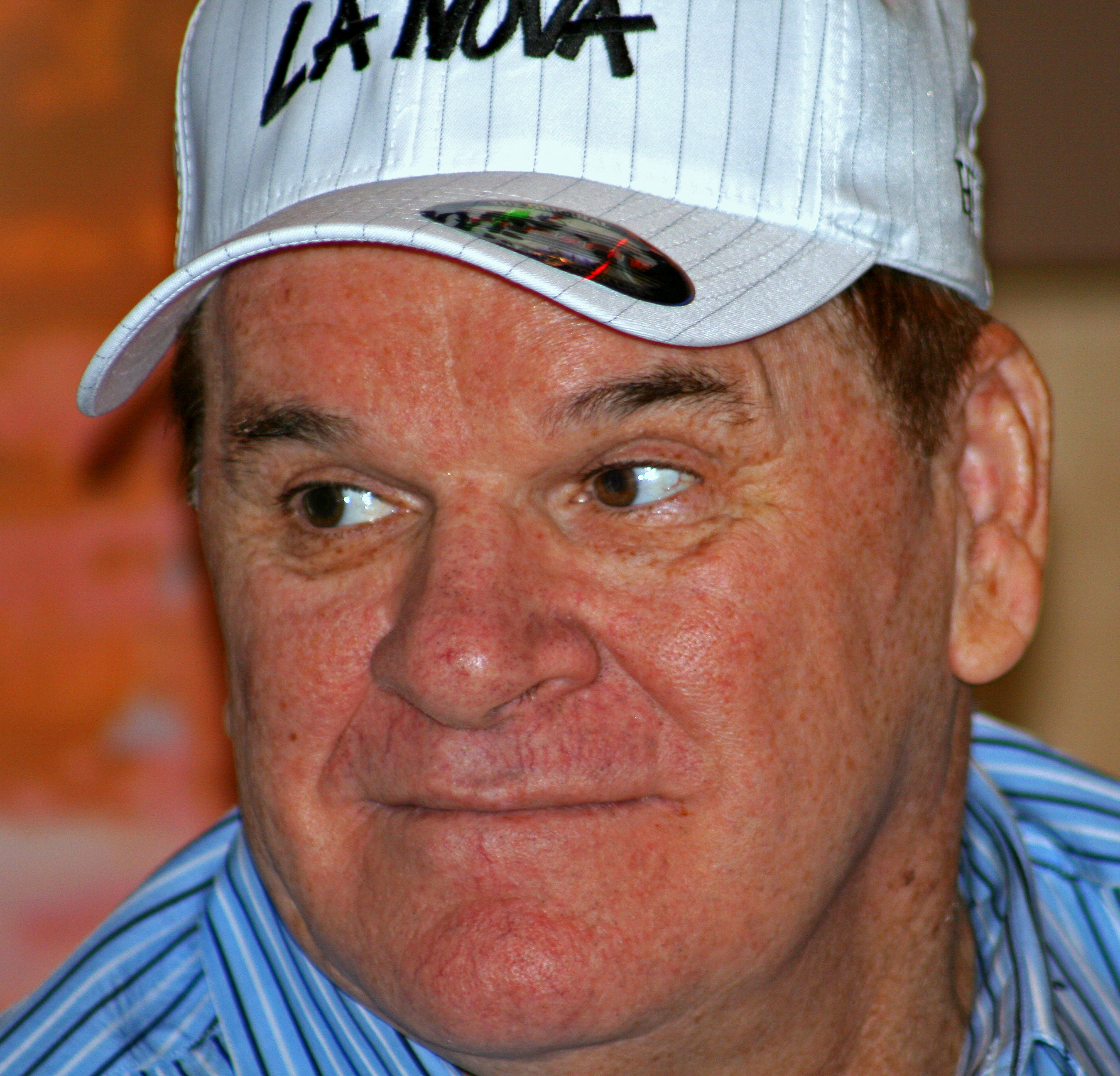
Pete Rose é o líder com 4256 rebatidas em sua carreira.

Esta é uma lista com a linha do tempo dos líderes em rebatidas da MLB. Ela exibe uma cronologia dos 10 primeiros líderes anuais, de 1876 até 2016. A tabela ajuda a identificar os jogadores mais significantes de cada era do beisebol e também ajuda a entender a importância de muitas das estrelas do passado para essa liga americana de beisebol. Por exemplo antes de Pete Rose quebrar o recorde de Ty Cobb em rebatidas na carreira, Tris Speaker, Stan Musial e Hank Aaron tinham, cada um, alcançado o número dois na sucessão. Ela também é bastante útil para identificar os líderes durante o século 19, quando as temporadas eram mais curtas (normalmente de 60-130 jogos); enquanto cerca de 250 jogadores já atingiram o patamar de 2000 rebatidas, quase uma dúzia tinha alcançado o feito até o final do século 19 .
Na era anterior a 1893, quando a distância entre o arremessador e o home plate foi estendida de 13,71 para 18,47 metros, estrelas renegadas por muito tempo como Deacon White e Paul Hines eram pilares entre os cinco primeiros, assim como Cap Anson e Jim O'Rourke.
Esta tabela usa o total de rebatidas que são reconhecidas oficialmente pela Major League Baseball, através da Elias Sports Bureau; elas derivam de estatísticas anuais da liga, apesar de que,as vezes, pesquisas posteriores revelem que tais estatísticas foram  equivocadas. Particularmente no que diz respeito aos jogadores antes de 1920, esses totais são diferentes daqueles adotados por meios de comunicação especializados no assunto, tais como, por exemplo ESPN, CNN/Sports Illustrated e The Sporting News, o site Baseball-Reference e enciclopédias oficiais, tais quais The Baseball Encyclopedia e Total Baseball. Na verdade, eles também não são os totais históricos exibidos no site oficial da MLB.
Enquanto os totais específicos podem variar entre as fontes e pequenas variações na ordem podem ocorrer, os líderes são sempre os mesmos, independentemente de qual conjunto de números é utilizado: com excepção de 1904, em nenhum outro ano um jogador saiu fora dos 10 maiores quando se utiliza uma versão diferente das estatísticas. Além disso, esta tabela representa com precisão o que os observadores de cada época acreditavam ser verdade.

## 1876-1900
| Ano  | 1º          | 2º            | 3º             | 4º             | 5º            | 6º             | 7º               | 8º              | 9ª              | 10º             | 10º (empatado) |
| ---- | ----------- | ------------- | -------------- | -------------- | ------------- | -------------- | ---------------- | --------------- | --------------- | --------------- | -------------- |
| 1876 | Barnes 138  | Peters 111    | Anson 110      | McVey 107      | D White 104   | Higham 102     | O'Rourke 102     | Hines 101       | G Wright 100    | G Hall 98       |                |
| 1877 | D White 186 | Anson 177     | O'Rourke 176   | McVey 174      | Peters 173    | G Hall 167     | G Wright 160     | Barnes 157      | Hines 152       | Clapp 150       |                |
| 1878 | D White 264 | Anson 263     | McVey 252      | Peters 248     | O'Rourke 246  | Start 242      | Hines 239        | Clapp 224       | Ferguson 220    | G Wright 220    |                |
| 1879 | Hines 384   | D White 373   | O'Rourke 372   | McVey 357      | Anson 353     | Start 343      | Peters 340       | G Wright 328    | T York 302      | Clapp 300       |                |
| 1880 | Hines 493   | O'Rourke 472  | Anson 470      | Start 436      | Peters 419    | D White 412    | Clapp 387        | Burdock 376     | Morrill 358     | McVey 357       |                |
| 1881 | Anson 607   | Hines 594     | O'Rourke 577   | Start 550      | D White 511   | Peters 468     | Clapp 452        | Morrill 448     | Burdock 443     | T York 437      |                |
| 1882 | Anson 733   | Hines 711     | O'Rourke 681   | Start 667      | D White 606   | Peters 560     | Dalrymple 547    | Morrill 547     | T York 523      | Burdock 518     |                |
| 1883 | Anson 860   | Hines 843     | O'Rourke 822   | Start 772      | D White 718   | Morrill 676    | Dalrymple 655    | Burdock 650     | Sutton 647      | K Kelly 620     |                |
| 1884 | Anson 1019  | Hines 989     | O'Rourke 979   | Start 875      | D White 860   | Dalrymple 815  | Sutton 803       | Morrill 787     | K Kelly 773     | Burdock 744     |                |
| 1885 | Anson 1163  | O'Rourke 1122 | Hines 1100     | Start 978      | D White 978   | Dalrymple 950  | Sutton 946       | K Kelly 899     | Morrill 876     | Shafer 794      |                |
| 1886 | Anson 1350  | O'Rourke 1258 | Hines 1252     | D White 1120   | Sutton 1084   | K Kelly 1074   | Dalrymple 1027   | Start 1005      | Morrill 982     | Connor 960      |                |
| 1887 | Anson 1574  | Hines 1447    | O'Rourke 1407  | D White 1282   | K Kelly 1281  | Sutton 1192    | Connor 1169      | Morrill 1157    | Richardson 1153 | Dalrymple 1148  | Stovey 1148    |
| 1888 | Anson 1751  | Hines 1591    | O'Rourke 1519  | D White 1439   | K Kelly 1421  | Stovey 1319    | Connor 1309      | Brouthers 1269  | Morrill 1253    | Richardson 1230 |                |
| 1889 | Anson 1928  | Hines 1739    | O'Rourke 1680  | K Kelly 1570   | Stovey 1499   | D White 1496   | Connor 1466      | Brouthers 1450  | Richardson 1393 | Glasscock 1358  |                |
| 1890 | Anson 2085  | O'Rourke 1852 | Hines 1832     | K Kelly 1684   | Stovey 1647   | Connor 1646    | D White 1612     | Brouthers 1610  | Richardson 1577 | Glasscock 1530  |                |
| 1891 | Anson 2243  | O'Rourke 2019 | Hines 1884     | Stovey 1799    | Connor 1786   | K Kelly 1780   | Brouthers 1770   | Richardson 1646 | J Ward 1645     | Glasscock 1620  |                |
| 1892 | Anson 2397  | O'Rourke 2152 | Brouthers 1967 | Connor 1945    | Hines 1884    | Stovey 1876    | K Kelly 1836     | J Ward 1812     | Glasscock 1774  | Richardson 1705 |                |
| 1893 | Anson 2520  | O'Rourke 2313 | Connor 2103    | Brouthers 2060 | J Ward 2006   | Glasscock 1933 | Stovey 1925      | Hines 1884      | K Kelly 1853    | Browning 1716   |                |
| 1894 | Anson 2657  | O'Rourke 2313 | Connor 2248    | Brouthers 2242 | J Ward 2151   | Glasscock 2027 | Stovey 1925      | Hines 1884      | K Kelly 1853    | McPhee 1773     |                |
| 1895 | Anson 2818  | Connor 2379   | O'Rourke 2313  | Brouthers 2277 | J Ward 2151   | Glasscock 2079 | Stovey 1925      | McPhee 1902     | Latham 1887     | Hines 1884      |                |
| 1896 | Anson 2953  | Connor 2516   | Brouthers 2349 | O'Rourke 2313  | J Ward 2151   | Glasscock 2079 | McPhee 2032      | Thompson 1983   | Stovey 1925     | Latham 1894     |                |
| 1897 | Anson 3081  | Connor 2535   | Brouthers 2349 | O'Rourke 2313  | J Ward 2151   | McPhee 2117    | Glasscock 2079   | Thompson 1986   | T Brown 1948    | Stovey 1925     |                |
| 1898 | Anson 3081  | Connor 2535   | Brouthers 2349 | O'Rourke 2313  | McPhee 2237   | J Ward 2151    | Glasscock 2079   | McKean 2071     | J Ryan 2044     | Thompson 2009   |                |
| 1899 | Anson 3081  | Connor 2535   | Brouthers 2349 | McPhee 2342    | O'Rourke 2313 | J Ryan 2202    | J Ward 2151      | McKean 2147     | Duffy 2140      | Glasscock 2079  |                |
| 1900 | Anson 3081  | Connor 2535   | Brouthers 2349 | McPhee 2342    | J Ryan 2317   | O'Rourke 2313  | Van Haltren 2245 | Duffy 2194      | Delahanty 2171  | J Ward 2151     |                |

## 1901-1960
| Ano       | 1º          | 2º             | 3º               | 4º             | 5º               | 6º               | 7º               | 8º             | 9ª               | 10º              | 10º (empatado) |
| --------- | ----------- | -------------- | ---------------- | -------------- | ---------------- | ---------------- | ---------------- | -------------- | ---------------- | ---------------- | -------------- |
| 1901      | Anson 3081  | Connor 2535    | Van Haltren 2431 | Delahanty 2363 | Brouthers 2349   | McPhee 2342      | J Ryan 2317      | O'Rourke 2313  | Duffy 2282       | Burkett 2248     |                |
| 1902      | Anson 3081  | Delahanty 2541 | Connor 2535      | J Ryan 2470    | Van Haltren 2455 | Burkett 2416     | Beckley 2351     | Brouthers 2349 | McPhee 2342      | O'Rourke 2313    |                |
| 1903      | Anson 3081  | Delahanty 2593 | J Ryan 2577      | Burkett 2568   | Connor 2535      | Van Haltren 2527 | Beckley 2501     | Brouthers 2349 | McPhee 2342      | O'Rourke 2313    |                |
| 1904      | Anson 3081  | Burkett 2725   | Beckley 2680     | Delahanty 2593 | J Ryan 2577      | Connor 2535      | Van Haltren 2527 | Brouthers 2349 | McPhee 2342      | Cross 2337       |                |
| 1905      | Anson 3081  | Burkett 2872   | Beckley 2827     | Delahanty 2593 | J Ryan 2577      | Connor 2535      | Van Haltren 2527 | Keeler 2493    | Cross 2492       | Brouthers 2349   |                |
| 1906      | Anson 3081  | Beckley 2906   | Burkett 2872     | Keeler 2673    | Cross 2622       | Delahanty 2593   | J Ryan 2577      | Connor 2535    | Van Haltren 2527 | G Davis 2472     |                |
| 1907      | Anson 3081  | Beckley 2930   | Burkett 2872     | Keeler 2772    | Cross 2654       | Delahanty 2593   | G Davis 2583     | J Ryan 2577    | Connor 2535      | Van Haltren 2527 |                |
| 1908      | Anson 3081  | Beckley 2930   | Burkett 2872     | Keeler 2857    | G Davis 2674     | Cross 2654       | Delahanty 2593   | J Ryan 2577    | Connor 2535      | Van Haltren 2527 |                |
| 1909      | Anson 3081  | Keeler 2952    | Beckley 2930     | Burkett 2872   | G Davis 2683     | Cross 2654       | Delahanty 2593   | J Ryan 2577    | Connor 2535      | Van Haltren 2527 |                |
| 1910      | Anson 3081  | Keeler 2955    | Beckley 2930     | Burkett 2872   | G Davis 2683     | Cross 2654       | Delahanty 2593   | J Ryan 2577    | Clarke 2574      | Connor 2535      |                |
| 1911      | Anson 3081  | Keeler 2955    | Beckley 2930     | Burkett 2872   | Clarke 2701      | G Davis 2683     | Cross 2654       | Wagner 2646    | Delahanty 2593   | Lajoie 2581      |                |
| 1912      | Anson 3081  | Keeler 2955    | Beckley 2930     | Burkett 2872   | Wagner 2827      | Lajoie 2746      | Clarke 2701      | G Davis 2683   | Cross 2654       | Delahanty 2593   |                |
| 1913      | Anson 3081  | Keeler 2955    | Wagner 2951      | Beckley 2930   | Lajoie 2902      | Burkett 2872     | Clarke 2702      | G Davis 2683   | Cross 2654       | Delahanty 2593   |                |
| 1914      | Wagner 3090 | Anson 3081     | Lajoie 3010      | Keeler 2955    | Beckley 2930     | Burkett 2872     | Clarke 2702      | G Davis 2683   | Crawford 2671    | Cross 2654       |                |
| 1915      | Wagner 3245 | Lajoie 3147    | Anson 3081       | Keeler 2955    | Beckley 2930     | Burkett 2872     | Crawford 2854    | Clarke 2703    | G Davis 2683     | Cross 2654       |                |
| 1916      | Wagner 3369 | Lajoie 3252    | Anson 3081       | Keeler 2955    | Crawford 2946    | Beckley 2930     | Burkett 2872     | Clarke 2703    | G Davis 2683     | Cross 2654       |                |
| 1917–1918 | Wagner 3430 | Lajoie 3252    | Anson 3081       | Crawford 2964  | Keeler 2955      | Beckley 2930     | Burkett 2872     | Clarke 2703    | G Davis 2683     | Cross 2654       |                |
| 1919      | Wagner 3430 | Lajoie 3252    | Anson 3081       | Crawford 2964  | Keeler 2955      | Beckley 2930     | Burkett 2872     | Cobb 2715      | Clarke 2703      | G Davis 2683     |                |
| 1920      | Wagner 3430 | Lajoie 3252    | Anson 3081       | Crawford 2964  | Keeler 2955      | Beckley 2930     | Burkett 2872     | Cobb 2858      | Clarke 2703      | G Davis 2683     |                |
| 1921      | Wagner 3430 | Lajoie 3252    | Anson 3081       | Cobb 3055      | Crawford 2964    | Keeler 2955      | Beckley 2930     | Burkett 2872   | Clarke 2703      | G Davis 2683     |                |
| 1922      | Wagner 3430 | Cobb 3266      | Lajoie 3252      | Anson 3081     | Crawford 2964    | Keeler 2955      | Beckley 2930     | Burkett 2872   | Clarke 2703      | G Davis 2683     |                |
| 1923      | Cobb 3455   | Wagner 3430    | Lajoie 3252      | Anson 3081     | Crawford 2964    | Keeler 2955      | Beckley 2930     | Burkett 2872   | Speaker 2795     | Collins 2757     |                |
| 1924      | Cobb 3666   | Wagner 3430    | Lajoie 3252      | Anson 3081     | Crawford 2964    | Speaker 2962     | Keeler 2955      | Collins 2951   | Beckley 2930     | Burkett 2872     |                |
| 1925      | Cobb 3823   | Wagner 3430    | Lajoie 3252      | Speaker 3129   | Collins 3098     | Anson 3081       | Crawford 2964    | Keeler 2955    | Beckley 2930     | Burkett 2872     |                |
| 1926      | Cobb 3902   | Wagner 3430    | Speaker 3293     | Lajoie 3252    | Collins 3227     | Anson 3081       | Crawford 2964    | Keeler 2955    | Beckley 2930     | Burkett 2872     |                |
| 1927      | Cobb 4077   | Speaker 3464   | Wagner 3430      | Collins 3303   | Lajoie 3252      | Anson 3081       | Crawford 2964    | Keeler 2955    | Beckley 2930     | Wheat 2884       |                |
| 1928–1929 | Cobb 4191   | Speaker 3515   | Wagner 3430      | Collins 3313   | Lajoie 3252      | Anson 3081       | Crawford 2964    | Keeler 2955    | Beckley 2930     | Wheat 2884       |                |
| 1930–1932 | Cobb 4191   | Speaker 3515   | Wagner 3430      | Collins 3314   | Lajoie 3252      | Anson 3081       | Crawford 2964    | Keeler 2955    | Beckley 2930     | Wheat 2884       |                |
| 1933      | Cobb 4191   | Speaker 3515   | Wagner 3430      | Collins 3314   | Lajoie 3252      | Anson 3081       | Crawford 2964    | Keeler 2955    | Beckley 2930     | Hornsby 2898     |                |
| 1934–1936 | Cobb 4191   | Speaker 3515   | Wagner 3430      | Collins 3314   | Lajoie 3252      | Anson 3081       | S Rice 2987      | Crawford 2964  | Keeler 2955      | Beckley 2930     |                |
| 1937–1940 | Cobb 4191   | Speaker 3515   | Wagner 3430      | Collins 3314   | Lajoie 3252      | Anson 3081       | S Rice 2987      | Crawford 2964  | Keeler 2955      | Beckley 2930     | Hornsby 2930   |
| 1941      | Cobb 4191   | Speaker 3515   | Wagner 3430      | Collins 3314   | Lajoie 3252      | Anson 3081       | S Rice 2987      | Crawford 2964  | P Waner 2956     | Keeler 2955      |                |
| 1942      | Cobb 4191   | Speaker 3515   | Wagner 3430      | Collins 3314   | Lajoie 3252      | Anson 3081       | P Waner 3042     | S Rice 2987    | Crawford 2964    | Keeler 2955      |                |
| 1943      | Cobb 4191   | Speaker 3515   | Wagner 3430      | Collins 3314   | Lajoie 3252      | P Waner 3112     | Anson 3081       | S Rice 2987    | Crawford 2964    | Keeler 2955      |                |
| 1944–1956 | Cobb 4191   | Speaker 3515   | Wagner 3430      | Collins 3314   | Lajoie 3252      | P Waner 3152     | Anson 3081       | S Rice 2987    | Crawford 2964    | Keeler 2955      |                |
| 1957      | Cobb 4191   | Speaker 3515   | Wagner 3430      | Collins 3314   | Lajoie 3252      | P Waner 3152     | Anson 3081       | S Rice 2987    | Crawford 2964    | Musial 2957      |                |
| 1958      | Cobb 4191   | Speaker 3515   | Wagner 3430      | Collins 3314   | Lajoie 3252      | P Waner 3152     | Musial 3116      | Anson 3081     | S Rice 2987      | Crawford 2964    |                |
| 1959      | Cobb 4191   | Speaker 3515   | Wagner 3430      | Collins 3314   | Lajoie 3252      | Musial 3203      | P Waner 3152     | Anson 3081     | S Rice 2987      | Crawford 2964    |                |
| 1960      | Cobb 4191   | Speaker 3515   | Wagner 3430      | Collins 3314   | Musial 3294      | Lajoie 3252      | P Waner 3152     | Anson 3081     | S Rice 2987      | Crawford 2964    |                |

## 1961–2016
| Ano       | 1º        | 2º           | 3º           | 4º           | 5º           | 6º           | 7º               | 8º               | 9ª           | 10º              | 10º (empatado) |
| --------- | --------- | ------------ | ------------ | ------------ | ------------ | ------------ | ---------------- | ---------------- | ------------ | ---------------- | -------------- |
| 1961      | Cobb 4191 | Speaker 3515 | Wagner 3430  | Musial 3401  | Collins 3314 | Lajoie 3252  | P Waner 3152     | Anson 3081       | S Rice 2987  | Crawford 2964    |                |
| 1962      | Cobb 4191 | Musial 3544  | Speaker 3515 | Wagner 3430  | Collins 3314 | Lajoie 3252  | P Waner 3152     | Anson 3081       | S Rice 2987  | Crawford 2964    |                |
| 1963–1969 | Cobb 4191 | Musial 3630  | Speaker 3515 | Wagner 3430  | Collins 3314 | Lajoie 3252  | P Waner 3152     | Anson 3081       | S Rice 2987  | Crawford 2964    |                |
| 1970      | Cobb 4191 | Musial 3630  | Speaker 3515 | Wagner 3430  | Collins 3314 | Lajoie 3252  | P Waner 3152     | Aaron 3110       | Anson 3081   | Mays 3065        |                |
| 1971      | Cobb 4191 | Musial 3630  | Speaker 3515 | Wagner 3430  | Collins 3314 | Aaron 3272   | Lajoie 3252      | Mays 3178        | P Waner 3152 | Anson 3081       |                |
| 1972      | Cobb 4191 | Musial 3630  | Speaker 3515 | Wagner 3430  | Aaron 3391   | Collins 3314 | Lajoie 3252      | Mays 3239        | P Waner 3152 | Anson 3081       |                |
| 1973      | Cobb 4191 | Musial 3630  | Speaker 3515 | Aaron 3509   | Wagner 3430  | Collins 3314 | Mays 3283        | Lajoie 3252      | P Waner 3152 | Anson 3081       |                |
| 1974      | Cobb 4191 | Musial 3630  | Aaron 3600   | Speaker 3515 | Wagner 3430  | Collins 3314 | Mays 3283        | Lajoie 3252      | P Waner 3152 | Anson 3081       |                |
| 1975      | Cobb 4191 | Aaron 3709   | Musial 3630  | Speaker 3515 | Wagner 3430  | Collins 3314 | Mays 3283        | Lajoie 3252      | P Waner 3152 | Anson 3081       |                |
| 1976–1977 | Cobb 4191 | Aaron 3771   | Musial 3630  | Speaker 3515 | Wagner 3430  | Collins 3314 | Mays 3283        | Lajoie 3252      | P Waner 3152 | Anson 3081       |                |
| 1978      | Cobb 4191 | Aaron 3771   | Musial 3630  | Speaker 3515 | Wagner 3430  | Collins 3314 | Mays 3283        | Lajoie 3252      | Rose 3164    | P Waner 3152     |                |
| 1979      | Cobb 4191 | Aaron 3771   | Musial 3630  | Speaker 3515 | Wagner 3430  | Rose 3372    | Collins 3314     | Mays 3283        | Lajoie 3252  | P Waner 3152     |                |
| 1980      | Cobb 4191 | Aaron 3771   | Musial 3630  | Rose 3557    | Speaker 3515 | Wagner 3430  | Collins 3314     | Mays 3283        | Lajoie 3252  | P Waner 3152     |                |
| 1981      | Cobb 4191 | Aaron 3771   | Rose 3697    | Musial 3630  | Speaker 3515 | Wagner 3430  | Collins 3314     | Mays 3283        | Lajoie 3252  | Yastrzemski 3192 |                |
| 1982      | Cobb 4191 | Rose 3869    | Aaron 3771   | Musial 3630  | Speaker 3515 | Wagner 3430  | Yastrzemski 3318 | Collins 3314     | Mays 3283    | Lajoie 3252      |                |
| 1983      | Cobb 4191 | Rose 3990    | Aaron 3771   | Musial 3630  | Speaker 3515 | Wagner 3430  | Yastrzemski 3419 | Collins 3314     | Mays 3283    | Lajoie 3252      |                |
| 1984      | Cobb 4191 | Rose 4097    | Aaron 3771   | Musial 3630  | Speaker 3515 | Wagner 3430  | Yastrzemski 3419 | Collins 3314     | Mays 3283    | Lajoie 3252      |                |
| 1985      | Rose 4204 | Cobb 4191    | Aaron 3771   | Musial 3630  | Speaker 3515 | Wagner 3430  | Yastrzemski 3419 | Collins 3314     | Mays 3283    | Lajoie 3252      |                |
| 1986–1996 | Rose 4256 | Cobb 4191    | Aaron 3771   | Musial 3630  | Speaker 3515 | Wagner 3430  | Yastrzemski 3419 | Collins 3314     | Mays 3283    | Lajoie 3252      |                |
| 1997      | Rose 4256 | Cobb 4191    | Aaron 3771   | Musial 3630  | Speaker 3515 | Wagner 3430  | Yastrzemski 3419 | Collins 3314     | Mays 3283    | Murray 3255      |                |
| 1998–2011 | Rose 4256 | Cobb 4191    | Aaron 3771   | Musial 3630  | Speaker 3515 | Wagner 3430  | Yastrzemski 3419 | Molitor 3319     | Collins 3314 | Mays 3283        |                |
| 2012      | Rose 4256 | Cobb 4191    | Aaron 3771   | Musial 3630  | Speaker 3515 | Wagner 3430  | Yastrzemski 3419 | Molitor 3319     | Collins 3314 | Jeter 3304       |                |
| 2013      | Rose 4256 | Cobb 4191    | Aaron 3771   | Musial 3630  | Speaker 3515 | Wagner 3430  | Yastrzemski 3419 | Molitor 3319     | Jeter 3316   | Collins 3314     |                |
| 2014-2016 | Rose 4256 | Cobb 4191    | Aaron 3771   | Musial 3630  | Speaker 3515 | Jeter 3465   | Wagner 3430      | Yastrzemski 3419 | Molitor 3319 | Collins 3314     |                |

Jogadores em atividade estão marcados em negrito itálico.
Estatística até o final da temporada de 2016.